# Сингулярні міри
У теорії міри дві міри {\displaystyle \mu } і {\displaystyle \nu } визначені в одному вимірному просторі називаються взаємно сингулярними якщо для деякої вимірної множини її міра {\displaystyle \mu } є рівною нулю і міра {\displaystyle \nu } на її доповненні є рівною нулю. 

## Формальне означення

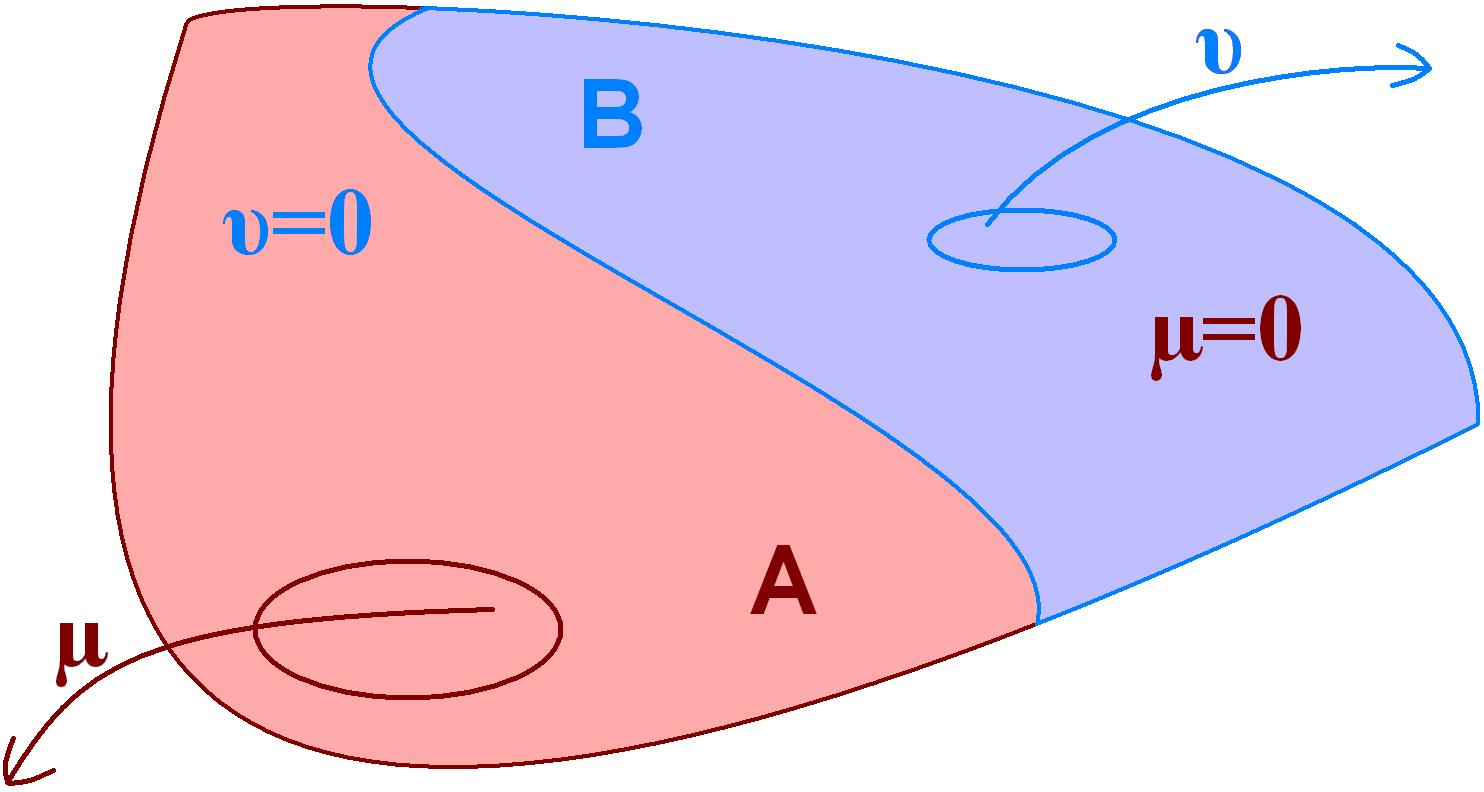
Взаємно сингулярні міри

Нехай {\displaystyle (X,{\mathcal {F}})} — вимірний простір, а {\displaystyle \mu } і {\displaystyle \nu } — міри над цим простором. Ці міри називаються взаємно сингулярними, (позначається {\displaystyle \mu \perp \nu ,}) якщо існує розбиття X на дві непорожні множини {\displaystyle A,B\in {\mathcal {F}}} із порожнім перетином для яких:
{\displaystyle \mu } є рівною нулю для всіх вимірних підмножин у {\displaystyle B,} а {\displaystyle \nu } є рівною нулю для всіх вимірних підмножин у {\displaystyle A.}

### Узагальнення
Очевидно, що у попередньому означенні достатньо вимагати щоб значення міри {\displaystyle \mu } було нульовим для {\displaystyle B,} а значення міри {\displaystyle \nu } нульовим на {\displaystyle A.} Проте у виді поданому вище його легко можна узагальнити на заряди, комплексні і векторні міри. Якщо ці структури є σ-адитивними і заданими на вимірному просторі, то у відповідному означенні достатньо замінити слово міра на заряд, комплексну чи векторну міру. 
Еквівалентно у випадку σ-адитивних зарядів на вимірному просторі можна сказати, що {\displaystyle \mu } і {\displaystyle \nu } є взаємно сингулярними, якщо їх повні варіації  {\displaystyle |\mu |} і {\displaystyle |\nu |} є взаємно сингулярними як міри.
Якщо міра чи заряд є заданими лише на алгебрі множин або не є σ-адитивними іноді розглядається слабше поняття взаємної сингулярності: заряди (не обов'язково σ-адитивні ) {\displaystyle \mu } і {\displaystyle \nu } на просторі із алгеброю множин {\displaystyle (X,{\mathcal {F}})} називають слабко взаємно сингулярними, якщо для довільного {\displaystyle \varepsilon >0} існують непорожні множини {\displaystyle A,B\in {\mathcal {A}}} із порожнім перетином для яких {\displaystyle |\mu |(A)<\varepsilon } і {\displaystyle |\nu |(B)<\varepsilon }. Якщо два заряди є взаємно сингулярними то вони є і слабко взаємно сингулярними. У випадку σ-адитивних зарядів на вимірному просторі ці два поняття є еквівалентними.

## Приклади
- Дельта-функція Дірака, зосереджена у точці евклідового простору  задає сингулярну міру (відносно міри Лебега). Відповідна міра є рівною 1 для вимірних множин, що містять вказану точку і 0 для множин, що не містять її.
- Розподіл Кантора має неперервну (але не абсолютно неперервну) функцію розподілу (функцію Кантора). Незважаючи на неперервність функції розподілу, відповідна міра ймовірності є сингулярною із мірою Лебега. Іншими подібними прикладами є функції Мінковського і Салема. В усіх випадках міру конкретної вимірної множини  {\displaystyle A\subset [0,1]} можна одержати за допомогою інтеграла Лебега — Стілтьєса, як {\displaystyle \mu (A)=\int _{A}1df.} Наприклад для випадку із функцією Кантора, якщо {\displaystyle C} — множина Кантора то {\displaystyle \mu (C)=\int _{C}1df=1} і {\displaystyle \mu ([0,1]\setminus C)=\int _{[0,1]\setminus C}1df=0}, а міра Лебега множини Кантора дорівнює нулю. Тоді {\displaystyle C} і {\displaystyle [0,1]\setminus C} і є тим розбиттям, яке демонструє взаємну сингулярність міри Лебега і міри породженої функцією Кантора на одиничному інтервалі.

## Див.також
- Абсолютна неперервність
- Заряд (теорія міри)
- Міра множини
- Сингулярна функція
- Теорема Лебега про розклад міри